# Antigua sinagoga de via de Ramaglianti
La antigua sinagoga de via de Ramaglianti fue un edificio de culto judío en Florencia, ubicado en la calle cerca de Borgo San Jacopo, en el distrito de Oltrarno.
La antigua sinagoga estaba ubicada en via de 'Ramaglianti, que anteriormente se llamaba "via dei Giudei". Se cree que desde la época romana se había ido formando en el Oltrarno el núcleo más antiguo de una comunidad judía, pero las primeras noticias seguras de la presencia judía en Florencia se remontan recién al siglo XIII.
La primera concesión para un banco de préstamos se produjo en la época de Cosme de Médici en 1437, cuando llegaron prestamistas de Pisa, Rieti y Tívoli. Hasta la última guerra mundial, todavía se podían vislumbrar en una habitación vestigios de la antigua sinagoga con arcos del matroneo. Lo que quedó de ese lugar de culto, que probablemente existió desde el siglo XV, fue completamente destruido en 1944 por las minas alemanas.